# Talang Jarang
Talang Jarang is een bestuurslaag in het regentschap Bengkulu Utara van de provincie Bengkulu, Indonesië. Talang Jarang telt 442 inwoners (volkstelling 2010).